# Giovanni Stefano Menochio
Giovanni Stefano Menochio, né le 8 décembre 1575 à Pavie (Italie) et décédé le 4 février 1655 à Rome, était un prêtre jésuite italien, et théologien de renom. Plusieurs fois supérieur provincial, il fut également recteur du collège romain de 1623 à 1625 et de 1640 à 1642.

## Biographie
Son père Giacomo Menochio, jurisconsulte célèbre, surnommé le Balde et le Barthole de son siècle, et président du Conseil de Milan, a laissé sur la jurisprudence divers ouvrages recherchés et estimés. Le jeune Giovanni Menochio entre dans Ia Compagnie de Jésus, le 25 mai 1593, à l'âge de 17 ans, et s'y distingua par son savoir et ses vertus. Lorsqu'il eut fait sa profession religieuse au collège de Milan, il y enseigna l'Écriture sainte et la Théologie morale. Dans la suite, il remplit successivement différentes charges importantes dans la Compagnie de Jésus, et mourut dans la maison professe de Rome le 4 février 1655, à l'âge de 79 ans.

## Œuvres
Les ouvrages qu'il a laissés prouvent l'étendue de son érudition, et montrent qu'il s'attacha principalement à l'étude de l'Écriture sainte.
- Hieropolitica sive institutiones politicæ è sacris Scripturis, Lugduni 1625, in-8°.
- Institutiones œconomicæ ex sacris Litteris depromptæ, Lugduni 1627, in-8°.
- Brevis explicatio sensus litteralis totius Scripturæ, imprimée pour la première fois à Cologne en 1630. C'est l'ouvrage qui lui a fait le plus d'honneur. Le Père Tournemine en a donné une édition à laquelle il a ajouté différents traités et dissertations sur l'Écriture sainte, tirés des auteurs les plus estimés.
- De republica Hebræorum, in-fol., Paris, 1648.
- Historia vitæ Christi, in-4°.
- Historia sacra ex libro Actuum Apostolorum, in-4°.
- Diatribæ eruditæ, quibus plura Scripturæ loca diserte exponuntur, etc., 6 vol. in-4°, Rome, 1647.
- Des œuvres posthumes, sous le titre de Œconomia christiana, Venise, in-4°, 1656, et Historia sacra miscella ex variis auctoribus, Venise, 1657.